# الجنس والمدينة
الجنس والمدينة (بالإنجليزية: Sex and the City) هو مسلسل تلفزيوني درامي كوميدي رومانسي من تأليف دارين ستار وإنتاج شبكة (إتش بي أوHBO/). بُثَّ منذ عام 1998 حتى عام 2004، ويتكون مجمل العرض الأصلي من 94 حلقة. تلقى المسلسل خلال العرض الذي استمر لمدة ست سنوات، مساهمات من عدة منتجين وكتاب ومخرجين، وبشكل أساسي من مايكل باتريك كينغ.
أُعد المسلسل وتصويره في مدينة نيويورك، واستند إلى كتاب كانديس بوشنيل عام 1997 الذي يحمل نفس الاسم، ويتابع العرض حياة مجموعة مكونة من أربع نساء –ثلاث منهن في منتصف الثلاثينات وواحدة في الأربعينات من عمرها– اللواتي وعلى الرغم من طبائعهن المختلفة وحياتهن الجنسية دائمة التغير، لا ينفصلن ويثقن في بعضهنّ بعضًا. بطولة سارة جيسيكا باركر (مثلت دور كاري برادشو) وشارك في البطولة كيم كاترال (بدور سامانثا جونز) وكريستين دافيس (بدورشارلوت يورك) وسينثيا نيكسون (بدور ميراندا هوبز)، تضمن المسلسل غير التقليدي العديد من القصص المتتابعة التي عالجت قضايا اجتماعية مهمة وحديثة مثل الجنسانية والجنس الآمن والاختلاطية الجنسية والأنوثة واستكشاف الفرق بين الصداقات والعلاقات الرومانسية. كان الإغفال المتعمد للجزء الأفضل من بدايات حياة النساء الأربع هي طريقة الكاتب لاستكشاف الحياة الاجتماعية –من الجنس حتى العلاقات– من خلال من وجهات النظر الفردية شديدة الاختلاف للنساء الأربعة.
لاقى الجنس والمدينة بسبب مواضيعه وشخصياته إشادةً وانتقادًا بنفس الوقت، وعُزيَ إليه الفضل في المساعدة على زيادة شعبية شبكة إتش بي أو. وقد حازت السلسلة على العديد من الجوائز، بما في ذلك سبعة من 54 ترشيح لجائزة إيمي، ثمانية من مجموع 24 ترشيح لجائزة غولدن غلوب، وثلاثة من 11 ترشيح لجائزة نقابة ممثلي الشاشة. احتلت السلسلة المرتبة الخامسة في قائمة «كلاسيكيات التلفزيون الجديدة» في مجلة «إنترتينمنت ويكلي»، وأُدرج كواحد من أفضل المسلسلات التلفزيونية في كل العصور حسب مجلة تايم في عام 2007 ومجلة تي في غايد في عام 2013.
مازالت هذه السلسلة تبث للترويج في جميع أنحاء العالم. أُنتج فيلمان روائيان، الجنس والمدينة (2008) والجنس والمدينة 2 (2010)، ومسلسل تلفزيوني بادئ (تمهيدي) يوميات كاري (2013-2014)، بتكليف من ذا سي دبليو.
| الموسم | الحلقات | بداية البث     | نهاية البث      |
| ------ | ------- | -------------- | --------------- |
| الأول  | 12      | 6 يونيو، 1998  | 23 أغسطس، 1998  |
| الثاني | 18      | 6 يونيو، 1999  | 3 أكتوبر، 1999  |
| الثالث | 18      | 4 يونيو، 2000  | 15 أكتوبر، 2000 |
| الرابع | 18      | 3 يونيو، 2001  | 10 فبراير، 2002 |
| الخامس | 8       | 21 يوليو، 2002 | 8 سبتمبر، 2002  |
| السادس | 20      | 22 يونيو، 2003 | 22 فبراير، 2004 |

تحدث أحداث المسلسل في مدينة نيويورك لتسرد أحداث الحياة الجنسية لأربع نسوة تربطهن علاقة صداقة وثيقة. ثلاث من هذه النسوة في منصف الثلاثينات وواحدة (سامانثا) في الأربعينات من عمرها. يزخر المسلسل بعناصر كوميديا الموقف وعناصر أوبرا الصابون soap opera معالجا قضايا اجتماعية حساسة مثل وضع المراة في المجتمع الأمريكي. آخر حلقة تم يثها في 22 فبراير 2004.

## البداية
استند العمل في قسم منه إلى كتاب الكاتبة كانديس بوشنيل لعام 1997 الذي حمل نفس الاسم، وجُمع من عمودها في صحيفة ذي نيويورك أوبسيرفر. قالت بوشنيل في عدة مقابلات أن كاري برادشو تمثل في عمودها الأنا الثانية، فعندما كتبت مقالات «الجنس والمدينة»، استخدمت اسمها بدايةً، ولكن ولأسباب متعلقة بالخصوصية، ابتكرت لاحقًا الشخصية التي لعبت سارة جيسيكا باركر دورها في المسلسل. كاري برادشو كاتبة تعيش في مدينة نيويورك. كاري برادشو وكانديس بوشنيل لديهما الأحرف الأولى نفسها، وهي إشراقة تؤكد على صلتهما. علاوة على ذلك، مثلما كتبت كاري برادشو مقالات لجريدة نيويورك ستار الخيالية التي نُشرت بهيئة كتاب في الأجزاء اللاحقة، فإن كامل سلسلة الجنس والمدينة تستند إلى مجموعة من الأعمدة التي كتبتها بوشنيل لجريدة ذي نيويورك أوبسيرفر.
كتب دارين ستار مؤلف الجنس والمدينة الحبكة وبذهنه باركر لدور كاري. وفقًا لباركر «لقد شعرت بالإطراء ولكنني لم أرغب بالقيام بذلك. أقنعني وتوسل لي أن أقوم بالدور، ووقعت عقدًا». صُورت لاحقًا الحلقة التجريبية في يونيو عام 1997، أي قبل سنة من العرض الأول للمسلسل. مع ذلك، كرهت باركر التجربة، وقالت «لقد كرهت المظهر، والملابس... لم أكن أعتقد أن ذلك سينجح» وخافت أن تنهي مسيرتها المهنية. أرادت الخروج من العقد، وعرضت العمل في ثلاثة أفلام لصالح إتش بي أو بدون أجر. على الرغم من أن ستار لم يكن ليعتقها، فقد استمع إلى مخاوفها وأجرى تغييرات كبيرة قبل إطلاق الموسم الأول. قالت باركر: «الشيء المضحك أنه بعد الحلقة الأولى من الموسم الأول، لم أنظر أبداً إلى الوراء والباقي معروف. لم أعتقد أبدًا، أن العرض سيكون ما أصبح عليه لاحقًا».

## القبول
عُرض مسلسل الجنس والمدينة لأول مرة على شبكة إتش بي أو، في 6 يونيو في عام 1998، وكان أحد المسلسلات الفكاهية الأعلى تصنيفًا لذلك الموسم. بُثت الحلقة الأصلية الأخيرة «فتاة أمريكية في باريس، الجزء الثاني» في 22 فبراير 2004.

### الموضة
نسبت صحيفة نيويورك تايمز في عام 2013 للجنس والمدينة ومصممة أزيائه باتريسيا فيلد «بدء الهوس بقلائد اللوحة الاسمية وأحذية مانولو بلانيك وأطواق الزهور وأشرطة حمالات الصدر الظاهرة». وصفت فيلد تأثير العرض على أنه «مثل الجلوس في أسفل قنبلة ذرية». في مقالة في صحيفة الغارديان في عام 2018 حول الأثر طويل الأمد للمسلسل، اقتبست عن لسان محررة الموضة تشلسي فيرلس: «أود أن أجازف بالقول إن مزيج الأزياء الراقية والموضة السريعة التي قدمتها باتريسيا فيلد في المسلسل أثرت على معظم العاملين في مجال الأزياء بطريقة أو بأخرى»، كما أشارت إلى حسابات المعجبين على إنستغرام مثل «جميع أزياء الجنس والمدينة» و«كاري دراغشو» بمثابة دليل على الانجذاب الشعبي المستمر لأزياء المسلسل.

## فيلم
قد تم إصدار فيلم يستند لأحداث المسلسل بنفس الاسم.

## وصلات خارجية
- الجنس والمدينة على موقع IMDb (الإنجليزية)
- الجنس والمدينة على موقع ميتاكريتيك (الإنجليزية)
- الجنس والمدينة على موقع الموسوعة البريطانية (الإنجليزية)
- الجنس والمدينة على موقع روتن توميتوز (الإنجليزية)
- الجنس والمدينة على موقع فيلمافينيتي (الإسبانية)
- الجنس والمدينة على موقع كينوبويسك (الروسية)
- الجنس والمدينة على موقع ألو سيني (الفرنسية)
- الجنس والمدينة على موقع ميوزك برينز (الإنجليزية)
- الجنس والمدينة على موقع قاعدة بيانات الفيلم (الإنجليزية)
- المسلسل على "قاعدة بيانات الأفلام على الإنترنت" (IMDB).
- الفيلم على "قاعدة بيانات الأفلام على الإنترنت" (IMDB).